# Погорелый, Владислав Витальевич
Владисла́в Вита́льевич Погоре́лый (укр. Владислав Віталійович Погорілий; род. 3 сентября 2003, Винница) — украинский футболист, нападающий винницкой «Нивы».

## Клубная карьера
Родился в Виннице. Воспитанник местной ДЮСШ-2, в футболке которой выступал в юношеском чемпионате Винницкой области. В ДЮФЛУ дебютировал в 2014 году в составе винницкой «Нивы U-14».
В начале сентября 2017 перебрался в академию «Шахтёра». С 2017 по 2019 год выступал за команды U-15, U-16 и U-17 «горняков» в ДЮФЛУ. В сезоне 2019/20 годов выступал за команду U-17 в ДЮФЛУ и команду U-19 «Шахтёра» в юношеском чемпионате Украины. В сезоне 2020/21 годов провел 6 поединков в последнем розыгрыше молодежного чемпионата Украины. В дальнейшем в официальных соревнованиях за «горняков» выступал в юношеском чемпионате Украины.
Также защищал цвета «Шахтёра» в Юношеской лиге УЕФА. Впервые в заявку на вышеуказанный турнир попал 22 октября 2019 на ничейный (1:1) домашний поединок 3-го тура группового этапа против загребского «Динамо». Однако все 90 минут Владислав просидел на скамье запасных. Дебютировал за донецкий клуб в Юношеской лиге УЕФА в следующем розыгрыше турнира, 15 сентября 2021 года в победном (5:0) выездном поединке 1-го тура группового этапа против тираспольского «Шерифа». Погоревший вышел на поле на 78-й минуте, заменив Даниила Гончарука. За два сезона в Юношеской лиге сыграл 13 матчей и отличился 3-мя голами.
Ещё в конце января 2022 начал привлекаться к тренировкам с первой командой «горняков». На завершающем этапе турецкого собрания зимой 2022 года привлекался к матчам донецкого клуба. Играл за «горняков» и в других товарищеских матчах. В начале января 2023 отправился на турецкий сбор с «Шахтёром U-19» в Турцию.
В начале марта 2023 года отправился в аренду в «Зарю». В футболке луганского клуба дебютировал 5 марта 2023 в победном (3:2) выездном поединке 16-го тура Премьер-лиги Украины против полтавской «Ворсклы». Владислав вышел на поле на 78-й минуте, заменив Дмитрия Мишнёва. Первым голом в элите украинского футбола отличился 2 апреля 2023 на 86-й минуте победного (3:0) домашнего поединка 19-го тура против львовского «Руха». Погорелый вышел на поле на 73-й минуте, заменив Дениса Антюха.

## Карьера в сборной
Вызывался в юношеские сборные Украины разных возрастных категорий, однако пока не сыграл ни одного матча.

## Достижения
«Александрия»
- Серебряный призёр чемпионата Украины: 2024/25